# Popis rijeka
Popis rijeka prema ukupnoj dužini: ime - dužina - država.
1. Nil-Kagera-Ruvuvu-Ruvusu-Luvironza (6.695 km) (Ruanda, Tanzanija, Uganda, Sudan, Egipt),
2. Amazona-Ucayali-Tambo-Ene-Apurímac ((Ucayali 1.960 km), 6.570 km) (Južna Amerika),
3. Jangce, Chang Chiang (Chang Jiang), Modra rijeka (6.380 km) (Kina),
4. Mississippi-Missouri-Jefferson-Beaverhead-Read Rock ((Mississippi 3.779km, Missouri 4376 km), 6.270 km) (SAD),
5. Jenisej-Angara-Selenga-Ider ((Jenisej 4.090 km, Angara 1.853 km, Selenga 1.480 km, Ider 360 km), 5.940 km) (Rusija, Mongolija),
6. Amur-Argun-Kerulen ((Amur 4.416 km, Argun 1.520 km), 5.780 km)) (Azija),
7. Ob-Irtiš ((Ob 3.680 km, Irtiš 4440 km) 5.570 km) (Rusija),
8. Huang He, Huangho, Žuta rijeka (5.464 km) (Kina),
9. Río de la Plata-Paraná-Rio Grande ((Paraná 3.998 km), 4.880 km) (Južna Amerika),
10. Kongo, Kongo (4.670 km) (Afrika),
11. Mekong (4.500 km) (Azija),
12. Lena (4.270 km), (Rusija),
13. Mackenzie-Slave-Peace-Finlay ((Peace 1923 km), 4.250 km) (Kanada),
14. Niger (4.160 km) (Afrika),
15. Murray-Darling ((Murray 1.930 km, Darling 2.740 km), 3.750 km) (Australija),
16. Volga (3.690 km) (Rusija),
17. Madeira, Rio Madeira, (3.370 km) (Južna Amerika),
18. Purus (3.218 km) (Južna Amerika),
19. Salven, Saluen, Salwen (3.200 km) (Azija),
20. Colorado (3.200 km) (Sjeverna Amerika),
21. Ind (3.190 km) (Azija),
22. Yukon, Jukon (3.185 km) (SAD, Aljaska),
23. Saint Lawrence (3.100 km) (Sjeverna Amerika),
24. Sir-Darja (3.078 km) (Azija),
25. Brahmaputra, Amo (2.900 km) (Azija),
26. São Francisco (2.900 km) (Južna Amerika),
27. Rio Grande (2.870 km) (Sjeverna Amerika),
28. Dunav (2.860 km) (Njemačka, Austrija, Slovačka, Mađarska, Hrvatska, Srbija, Bugarska, Rumunjska),
29. Dnjepar (2.850 km) (Europa),
30. Eufrat, Firat, Al Furat (2.815 km) (Turska, Sirija, Irak, Iran),
31. Paraná-Tocantins ((Paraná 3.998 km, Tocantins 2.850 km), 2750 km) (Južna Amerika),
32. Tarim-Kotan (2.750 km) (Kina),
33. Ganges, Ganga (2.700 km) (Azija),
34. Zambezi (2.660 km) (Afrika),
35. Donja Tunguska (2.640 km) (Rusija),
36. Araguaia (2.620 km) (Brazil),
37. Amu-Darja (2.620 km) (Azija),
38. Kolima (2.600 km) (Rusija),
39. Paragvaj (2.600 km) (Južna Amerika),
40. Kolmija (2.596 km) (Azija),
41. Nelson-Saskatchewan (2.570 km) (Kanada),
42. Ural (2.534 km) (Rusija),
43. Orinoco, (2.500 km) (Južna Amerika),
44. Pilcomayo (2.490 km) (Južna Amerika),
45. Shabeelle (2.490 km) (Afrika),
46. Viljuj (2.430 km) (Rusija),
47. Olenjok (2.415 km) (Rusija),
48. Ubangi, Oubangui, Ubangui (2.350 km) (Zair/Kongo/Srednjoafrička republika),
49. Arkansas (2.333 km) (Sjeverna Amerika),
50. Oranje, Orange (2.250 km) (Južnoafrička Republika),
51. Columbia (2.250 km) (Sjeverna Amerika),
52. Aldan (2.240 km) (Rusija),
53. Iravadi (2.150 km) (Mianmar),
54. Ksikjang, Xi Jiang, Biserna rijeka (2.129 km) (Azija)
55. Kama (2.032 km) (Rusija, europski dio),
56. Rio Negro (2.000 km) (Južna Amerika),
57. Don (1.970 km) (Rusija, europski dio),
58. Kasai, Kwa (1.950 km) (Zair),
59. Tigris (1.950 km) (Azija),
60. Indigirka (1.904 km) (Azija),
61. Vitim (1.820 km) (Rusija),
62. Oljokma (1.810 km) (Rusija),
63. Išim (1.809 km) (Rusija, Kazahstan),
64. Pečora (1.809 km) (Europa),
65. Okavango (1.800 km) (Afrika),
66. Churchill (1.730 km) (Sjeverna Amerika),
67. Magdalena (1.730 km) (Južna Amerika),
68. Senegal (1.730 km) (Afrika),
69. Volta (1.730 km) (Afrika),
70. Beni (1.700 km) (Bolivija),
71. Tobol (1.670 km) (Rusija),
72. Marañón (1.609 km) (Južna Amerika),
73. Urugvaj, Urugvay (1.609 km) (Argentina),
74. Limpopo (1.600 km) (Mozambik, Južnoafrička Republika/Zimbabve/Bocvana),
75. Ohio (1.586 km) (SAD),
76. Kolorado (1.560 km) (Sjeverna Amerika),
77. Podkamena Tunguska (1.550 km) (Rusija),
78. Kura (1.515 km) (Turska, Gruzija, Azerbajdžan),
79. Hatanga (1.510 km) (Rusija),
80. Džuba, Džuba (1.500 km) (Etiopija, Somalija),
81. Belaja (1.480 km) (Rusija, europski dio),
82. Oka (1.480 km) (Rusija),
83. Liao (1.450 km) (Azija),
84. Godavari (1.445 km) (Indija),
85. Dnjestar (1.410 km) (Europa),
86. Šari, Chari (1.400 km) (Afrika),
87. Fraser (1.370 km) (Sjeverna Amerika),
88. Vjatka (1.367 km) (Rusija, europski dio),
89. Rajna (1.320 km) (Europa),
90. Sjeverna Dvina (izvorno 744 km, s najduljom pritokom 1.310 km) (Europa),
91. Kistna (1.290 km) (Azija),
92. Brazos (1.290 km) (Sjeverna Amerika),
93. Narmada, Narbada (1.290 km) (Indija),
94. Parnaíba (1.290 km) (Južna Amerika),
95. Om (1.259 km) (Rusija),
96. Crvena rijeka, Song Koi (1.210 km) (Azija),
97. Šilka (1.210 km) (Rusija),
98. Zeja (1.210 km) (Rusija),
99. Sjeverni Donjec (1.183 km) (Europa),
100. Anadyr (1.170 km) (Rusija),
101. Jana (1.170 km) (Rusija),
102. Elba (1.165 km) (Europa),
103. Laba (1.159 km) (Europa),
104. Kizilirmak (1.151 km) (Azija),
105. Desna (1.130 km) (Europa),
106. Vičegda (1.130 km) (Rusija),
107. Atbara (1.120 km) (Sudan)
108. Otawa (1.120 km) (Kanada),
109. Cuango, Kwango (1.100 km) (Angola, Zair),
110. Gambija (1.094 km) (Afrika),
111. Hwai (1.086 km) (Azija),
112. Yellowstone (1.080 km) (Sjeverna Amerika),
113. Tisa (1.070 km) (Europa),
114. Visla (1.067 km) (Europa),
115. Tennessee (1.049 km) (Sjeverna Amerika),
116. Athabasca (1.040 km) (Kanada)
117. Zapadna Dvina, Daugava,  (1.020 km) (Europa),
118. Loira (1.020 km) (Europa),
119. Loara, Loire (1.012 km) (Francuska),
120. Tajo, Tejo (1.008 km) (Portugal, Španjolska),
121. Onon (953 km) (Mongolija),
122. Liard (950 km) (Kanada),
123. Sava (945 km) (Slovenija, Hrvatska, Bosna i Hercegovina, Srbija),
124. Duero, Douro (925 km) (Španjolska, Portugal),
125. Meuse, Maas (925 km) (Francuska, Belgija, Nizozemska),
126. Odra (909 km) (Poljska),
127. Kuban (907 km) (Rusija),
128. Napo (900 km) (Južna Amerika),
129. Južni Bug (856 km) (Ukrajina, Poljska),
130. Sena, Seine (776 km) (Francuska),
131. Drava (769 km) (Italija, Austrija, Slovenija, Hrvatska),
132. Ravi (700 km) (Indija),
133. Atrato (665 km) (Kolumbija)
134. Pad, Po (652 km) (Italija)
135. Emba (647 km) (Kazahstan),
136. Siret, Siretul, Seret (624 km) (Rumunjska),
137. Berezina (613 km) (Bjelorusija)
138. Orontes, Nahr el Asi (571 km) (Sirija),
139. Olifants, Elefantes (560 km) (Južnoafrička Republika, Mozambik),
140. Mozela, Moselle, Mosel (545 km) (Francuska, Njemačka),
141. Kemijoki (494 km) (Finska),
142. Dordogne (490 km) (Francuska),
143. Mura (465 km) (Europa),
144. Šelda, Schelde, Escaut (439 km) (Belgija),
145. Saala, Saale (427 km) (Njemačka),
146. Vardar, Aixios (Axios) (420 km) (Makedonija, Grčka),
147. Onega (416 km) (Rusija, europski dio),
148. Adiža, Adige, Etsch (415 km) (Italija)
149. Tiber, Tevere (406 km) (Italija)
150. Vienne (372 km) (Francuska),
151. Neckar (367 km) (Njemačka),
152. Drina (346 km) (Srbija, BiH),
153. Argeş (340 km) (Rumunjska)
154. Tamiš (340 km) (Srbija),
155. Ohre, Eger (316 km) (Njemačka, Češka),
156. Adda (313 km) (Italija)
157. Loir (311 km) (Francuska),
158. Južna Morava (304 km) (Europa),
159. Drim (300 km) (Albanija),
160. Oise (300 km) (Francuska),
161. Kupa (Kolpa) (296 km) (Slovenija, Hrvatska),
162. Coig (290 km) (Argentina),
163. Dyje (282 km) (Češka),
164. Leine (281 km) (Njemačka),
165. Hron (276 km) (Slovačka, Mađarska),
166. Ibar (276 km) (Srbija)
167. Bosna (271 km) (Bosna i Hercegovina)
168. Lech (263 km) (Austrija, Njemačka),
169. Aube (248 km) (Francuska)
170. Saar (246 km) (Njemačka),
171. Arno (241 km) (Italija)
172. Drweca (238 km) (Poljska),
173. Ialomiţa (225 km) (Rumunjska),
174. Piava, Piave (220 km) (Italija),
175. Nišava (218 km) (Srbija, Bugarska),
176. Una (212,5 km) (Hrvatska, Bosna i Hercegovina),
177. Crna rijeka, (201 km) (Makedonija),
178. Tay (193 km) (Škotska)
179. Clyde (160 km) (Škotska),
180. Avon (155 km) (Engleska)
181. Tara (144 km) (Crna gora),
182. Krka (120 km), Gurk (Austrija),
183. Krka (111 km) (Slovenija),
184. Tinto (98 km) (Španjolska),
185. Savinja (96 km) (Slovenija),
186. Piva (93 km) (Crna gora),
187. Zeta (89 km) (Crna gora),
188. Odra (83 km) (Hrvatska),
189. Krka (75 km) (Hrvatska),
190. Neva (74 km) (Rusija),
191. Mrežnica (63 km) (Hrvatska),
192. Gacka (61 km) (Hrvatska)
193. Velika Krka (~60 km), Nagy Kerka (Slovenija, Mađarska),
194. Niagara (56 km), SAD
195. Vipava (54 km) (Slovenija),
196. Dreta (25 km) (Slovenija),